# Reštovo
 Reštovo  falu Horvátországban, Károlyváros megyében. Közigazgatásilag  Kamanjéhoz tartozik.

## Fekvése
Károlyvárostól 21 km-re északnyugatra, községközpontjától 2 km-re délnyugatra fekszik.

## Története
A településnek 1857-ben 250, 1910-ben 266 lakosa volt. Trianon előtt Zágráb vármegye Károlyvárosi járásához tartozott. 2011-ben 104 lakosa volt.

## Lakosság
| Lakosság változása | Lakosság változása | Lakosság változása | Lakosság változása | Lakosság változása | Lakosság változása | Lakosság változása | Lakosság változása | Lakosság változása | Lakosság változása | Lakosság változása | Lakosság változása | Lakosság változása | Lakosság változása | Lakosság változása | Lakosság változása |
| ------------------ | ------------------ | ------------------ | ------------------ | ------------------ | ------------------ | ------------------ | ------------------ | ------------------ | ------------------ | ------------------ | ------------------ | ------------------ | ------------------ | ------------------ | ------------------ |
| 1857               | 1869               | 1880               | 1890               | 1900               | 1910               | 1921               | 1931               | 1948               | 1953               | 1961               | 1971               | 1981               | 1991               | 2001               | 2011               |
| 250                | 257                | 287                | 262                | 269                | 266                | 257                | 312                | 318                | 297                | 271                | 234                | 153                | 165                | 112                | 104                |

## Nevezetességei
Szent Fülöp és Jakab apostolok tiszteletére szentelt temploma a falutól délnyugatra emelkedő 295 méter magas dombon áll, mellette temető található. A kamanjei Szűz Mária templom megépülése előtt 1889-ig ezt volt a plébániatemplom. A templomot a 18. század elején építtette e vidék akkori birtokosa Barbara Sidonija Peranska grófnő barokk stílusban.  A templom egyhajós, harangtornya a homlokzat felett magasodik, remek kilátás nyílik innen észak, nyugat és keleti irányban a Kulpa völgyére.